# Tor Hinnerud
Tor Hinnerud, född 1920 i Stockholm, död 2005 var en svensk reklamare och konstnär.

## Yrkesliv
Tor Hinnerud blev vid 15 års ålder intresserad av dekoration på varuhuset tempo och började arbeta på samma plats. Han kom efter det att börja arbeta på Ervacos annonsbyrå där han började att teckna. Hinnerud hade anlag för tecknandet och öppnade sin egen verksamhet 1947 och bedrev den fram till och med sin död. Mellan 1947 och 1955 målade han affischer. Den första affischen Hinnerud teckna var åt skansen 1939, vilket gav honom möjligheten att ordna flera av deras utställningar.
Tor Hinnerud var oftast sin egen inspiratör men tog även inspiration från den äldre konstnären Einar Nerman. Affischkonstnären tyckte att affischer var mycket mer än bara reklam, vilket var varför han alltid signerade sina affischer.
Konstnärens portfolio består av mer än affischer. Hinnerud formgav även broschyrer och förpackningar. Något som blev viktigt då det var en stor del av hans inkomstkälla.
Tidigt började Hinnerud använda sig av stora ytor och rena former. Humorn blev ett av hans viktigaste medel för att nå fram till konsumenter. Gubben med plåster på näsan menades till exempel av många som rolig, men också av många som burlesk. Uppmärksammandet som affischen fick menade Hinnerud var något som bara gjorde den bättre, och han ansåg att det var en av de bästa affischer som han skapat.
Det viktigaste enligt Hinnerud var att affischen vara unik och slående och helst med en bit fyndighet. Därför ansåg han att svartvita bilder vara svåra att använda i reklam då svart vita färger inte var lika slående som färgglada.
Hinnerud menade tillsammans med många andra att affischen missbrukades i Sverige. Han menade att affischkonst, utom topparna stod, hade ett lågt anseende på grund av att beställare ofta stoppade de idéer som var bra. Han menade även att standard storleken på affischer i Sverige var för liten, och att det leder till att det blev svårare att uppfatta budskapet på håll. Affischerna intresserade därför inte allmänheten lika mycket, och hade risk att bli försummade i den stressiga vardagen.
Under åren fick Hinnerud mycket beröm och på 1950-talet blev han omskriven i Modern Publicity, något mycket prestigefyllt.

## Affischer
- SJ 1953 Ljuvlig Semester